# George Clymer
George Clymer (ur. 16 marca 1739 w Filadelfii (Pensylwania), zm. 23 stycznia 1813) – amerykański przedsiębiorca i polityk. W latach 1775–1777 i 1780–1782 był delegatem stanu Pensylwania w Kongresie Kontynentalnym. Był jednym z sygnatariuszy Deklaracji Niepodległości Stanów Zjednoczonych oraz Konstytucji Stanów Zjednoczonych.
W latach 1789–1791 podczas pierwszej kadencji Kongresu Stanów Zjednoczonych był przedstawicielem stanu Pensylwania w Izbie Reprezentantów Stanów Zjednoczonych.